# Disperse Blue 73
Disperse Blue 73 ist ein Anthrachinonfarbstoff aus der Gruppe der Dispersionsfarbstoffe. Es ist ein Gemisch aus 1,5-Diamino-4,8-dihydroxy-2-(4-hydroxyphenyl)-9,10-anthrachinon (Disperse Blue 35) und 1,5-Diamino-4,8-dihydroxy-2-(4-methoxyphenyl)-9,10-anthrachinon.

## Darstellung
C.I. Disperse Blue 73 erhält man durch Umsetzung eines Gemischs von 1,5-Dihydroxy-4,8-dinitroanthrachinon in konzentrierter Schwefelsäure und Borsäure mit Phenol und Anisol, gefolgt von der Reduktion der Nitrogruppen mit Natriumhydrogensulfid.

## Verwendung
Disperse Blue 73 wird hauptsächlich zum Färben und Bedrucken von Polyesterstoffen und deren Mischungen verwendet. Es eignet sich auch zum Färben von Polyamidfasern wie Nylon.
Disperse Blue 73 ist ein reaktiver Farbstoff mit einer Partikelgröße von weniger als 10 μm. Disperse Blue 73 wird durch thermische oder Strahlungsbehandlung aktiviert, um mit der polymeren Matrix zu vernetzen. Er kann als Vernetzungsmittel für duroplastische Harze oder als Fotoinitiator für radikalische Polymerisationsreaktionen eingesetzt werden.
Es gibt eine Studie die zeigt das Oliventrester als kostengünstiges und umweltfreundliches Material zur Adsorption von Disperse Blue 73 aus wässrigen Lösungen dienen kann. Auch wurde die Desorption mittels Essigsäure untersucht.

## Externe Links zu erwähnten Verbindungen
1. ↑  Externe Identifikatoren von bzw. Datenbank-Links zu 1,5-Diamino-4,8-dihydroxy-2-(4-hydroxyphenyl)-9,10-anthrachinon:  CAS-Nr.: 13716-91-1, EG-Nr.: 237-269-0, ECHA-InfoCard: 100.033.866, PubChem: 83683, ChemSpider: 75506, Wikidata: Q132154925.
2. ↑  Externe Identifikatoren von bzw. Datenbank-Links zu 1,5-Diamino-4,8-dihydroxy-2-(4-methoxyphenyl)-9,10-anthrachinon:  CAS-Nr.: 13698-89-0, EG-Nr.: 237-221-9, ECHA-InfoCard: 100.033.823, PubChem: 83668, ChemSpider: 75491, Wikidata: Q133831902.
3. ↑  Externe Identifikatoren von bzw. Datenbank-Links zu 1,5-Dihydroxy-4,8-dinitroanthrachinon:  CAS-Nr.: 145-49-3, EG-Nr.: 205-655-8, ECHA-InfoCard: 100.005.142, PubChem: 67351, ChemSpider: 60682, Wikidata: Q27287090.